# PuTTY
Pour le jeu vidéo, voir Putty (jeu vidéo).
 (juillet 2018).
Si vous disposez d'ouvrages ou d'articles de référence ou si vous connaissez des sites web de qualité traitant du thème abordé ici, merci de compléter l'article en donnant les références utiles à sa vérifiabilité et en les liant à la section « Notes et références ».
PuTTY est un émulateur de terminal doublé d'un client pour les protocoles SSH, Telnet, rlogin, et TCP brut. Il permet également des connexions directes par liaison série RS-232. À l'origine disponible uniquement pour Windows, il est à présent porté sur diverses plates-formes Unix (et non-officiellement sur d'autres plates-formes). PuTTY est écrit et maintenu principalement par Simon Tatham.
C'est un logiciel libre distribué selon les termes de la licence MIT.

## Caractéristiques
- Est portable. Aucune installation n'est nécessaire; il suffit de lancer l'exécutable téléchargé pour l'utiliser.
- Conserve les paramétrages des hôtes et leurs préférences pour une utilisation ultérieure.

- Il existe une version en ligne de commande appelée Plink[2].
- Permet de connecter le système à distance en toute sécurité[3].
- Comprend un client SFTP en ligne de commande appelé psftp.
- Comprend un client SCP en ligne de commande appelé pscp.

- Contrôle la clé de chiffrement et la version du protocole SSH.
- Permet le contrôle de la translation de port (port forwarding) sur SSH en dynamique, local et distant.
- Prend en charge IPv6.
- Gère les chiffrements Data Encryption Standard (et Triple DES), AES, Arcfour, Blowfish.
- Gère l'authentification par clé publique.
- Gère les protocoles Telnet, SSH et rlogin, ainsi que les liaisons RS-232.

## Putty pour les téléphones mobiles
Il existe des versions de PuTTY sur système Symbian pour des téléphones mobiles de type Nokia, et des versions pour Windows Mobile : PocketPutty.

### Logiciel d'origine
- (en) Site officiel de PuTTY, avec documentation en anglais
- (fr) Traduction française de la documentation de PuTTY

### Logiciels dérivés de PuTTY
- (en) PuTTY Tray, une version améliorée du client original
- (en) ExtraPuTTY[5], est un complément à PuTTY apportant de nombreuses nouvelles fonctionnalités (automatisation de commandes, API Win32 - TestStand, portabilité pour clef USB, utilisation des scripts lua ... )
- (fr) KiTTY, une nouvelle version améliorée du client initial, apportant de nombreuses nouvelles fonctionnalités
- (en) mRemoteNG, gestionnaire de connexions multi-protocole, utilise putty pour SSH et SSH2
- (en) puttywincrypt,PuTTYwincrypt permet à l'utilisateur d'utiliser n'importe quelle clé privée liée à un certificat dans le magasin de certificats d'utilisateur personnel pour effectuer l'authentification par clé publique ssh. Ne fonctionne que sous Windows.

### Logiciels similaires
- (fr) TTyEmulator